# Љу Вен
Љу Вен (кин: 劉雯; пин: Liú Wén; рођена 27. јануара 1988. у провинцији Хунан, Народна Република Кина) кинеска је манекенка и топ модел, која се сматра највећим кинеским супермоделом.

## Биографија
Љу Вен је прва кинеска манекенка која је радила модну ревију за кућу Викторијас Сикрет, а од 2013. године нашла се на листи најплаћенијих светских топ модела у магазину Форбс. Радила је за најпознатије светске дизајнере, модне ревије и кампање међу којима су Калвин Клајн, Роберто Кавали, Кристијан Диор, Долче и Габана, Шанел , Фенди, Гучи , Прада ,Версаче, Дизел, Гап и многи други дизајнери. Фотографисала се за насловне стране часописа и појављивала се у едиторијалима за Воуг, Џи-Кју, Харперс базар, Анна Суи, Поп магазин. Радила је са модним дизајнерима као што су Карл Лагерфелд и Жан Пол Готје. Једно је од заштитних лица компаније Есте Лодер.